# 羅克菲什鎮區 (北卡羅萊納州杜普林縣)
羅克菲什鎮區（英語：Rockfish Township）是位於美國北卡羅萊納州杜普林縣的一個鎮區。

## 地方資料
羅克菲什鎮區的面積為134.16平方千米，皆為陸地。根據2020年美國人口普查的數據，當地共有人口1929人，而人口密度為每平方千米14.38人。